# VTB United League 2018-19
La VTB United League 2018-19 fue la undécima edición de la VTB United League, competición internacional de baloncesto creada con el objetivo de unir las ligas nacionales de los países del Este de Europa en una única competición. Es también la sexta edición que funciona además como el primer nivel del baloncesto en Rusia a efectos de clasificación para competiciones europeas. Participaron 14 equipos, los mismos que en la edición anterior más la incorporación del equipo polaco del Stelmet Zielona Góra. El campeón fue el CSKA Moscú, que lograba así su décimo título.

## Equipos
Un total de catorce equipos de seis países compiten en la liga, nueve de Rusia, uno de Bielorrusia, uno de Estonia, uno de Kazajistán, uno de Letonia y uno de Polonia.
Zielona Góra se incorpora como nuevo equipo a la liga. Tras cuatro años, un equipo polaco se une a la competición.
| Equipo             | Ciudad, país    | Pabellón                      | Capacidad |
| ------------------ | --------------- | ----------------------------- | --------- |
| Astana             | Astana          | Saryarka Velodrome            | 9,270     |
| Avtodor Saratov    | Saratov         | Kristall Ice Sports Palace    | 6,100     |
| CSKA Moscú         | Moscú           | Universal Sports Hall CSKA    | 5,500     |
| Enisey Krasnoyarsk | Krasnoyarsk     | Arena Sever                   | 4,000     |
| Kalev/Cramo        | Tallin          | Saku Suurhall Arena           | 7,000     |
| Khimki             | Khimki          | Basketball Center             | 6,000     |
| Lokomotiv Kuban    | Krasnodar       | Basket-Hall                   | 7,500     |
| Nizhny Novgorod    | Nizhni Nóvgorod | Trade Union Sport Palace      | 5,600     |
| Parma              | Perm            | Universal Sports Palace Molot | 7,000     |
| Tsmoki Minsk       | Minsk           | Minsk Arena                   | 15,000    |
| UNICS              | Kazán           | Basket Hall Arena             | 7,500     |
| VEF Rīga           | Riga            | Arēna Rīga                    | 12,500    |
| Zenit              | San Petersburgo | Sibur Arena                   | 7,044     |
| Zielona Góra       | Zielona Góra    | CRS Hall Zielona Góra         | 6,080     |

## Temporada regular

### Clasificación
| Pos. | Equipo                 | PJ | G  | P  | PF   | PC   | DP   | Pts | Clasificación      |
| ---- | ---------------------- | -- | -- | -- | ---- | ---- | ---- | --- | ------------------ |
| 1    | CSKA Moscú             | 26 | 22 | 4  | 2404 | 1969 | +435 | 48  | Acceden a playoffs |
| 2    | UNICS                  | 26 | 21 | 5  | 2190 | 1945 | +245 | 47  | Acceden a playoffs |
| 3    | Khimki                 | 26 | 20 | 6  | 2230 | 1973 | +257 | 46  | Acceden a playoffs |
| 4    | Lokomotiv Kuban        | 26 | 17 | 9  | 2171 | 2004 | +167 | 43  | Acceden a playoffs |
| 5    | Zenit Saint Petersburg | 26 | 15 | 11 | 2300 | 2180 | +120 | 41  | Acceden a playoffs |
| 6    | Astana                 | 26 | 15 | 11 | 2239 | 2169 | +70  | 41  | Acceden a playoffs |
| 7    | Kalev/Cramo            | 26 | 14 | 12 | 2342 | 2275 | +67  | 40  | Acceden a playoffs |
| 8    | Nizhny Novgorod        | 26 | 14 | 12 | 2158 | 2173 | −15  | 40  | Acceden a playoffs |
| 9    | Enisey                 | 26 | 11 | 15 | 2154 | 2276 | −122 | 37  |                    |
| 10   | VEF Rīga               | 26 | 10 | 16 | 1962 | 2134 | −172 | 36  |                    |
| 11   | Avtodor Saratov        | 26 | 9  | 17 | 2379 | 2478 | −99  | 35  |                    |
| 12   | Zielona Góra           | 26 | 5  | 21 | 2020 | 2330 | −310 | 31  |                    |
| 13   | Parma                  | 26 | 5  | 21 | 2025 | 2298 | −273 | 31  |                    |
| 14   | Tsmoki Minsk           | 26 | 4  | 22 | 1959 | 2329 | −370 | 30  |                    |

 Fuente: VTB United League

### Resultados
| Local \ Visitante      | AST    | AVT     | CSK     | ENI    | KAL     | KHI    | LOK    | NIZ    | PAR    | TSM    | UNI    | VEF     | ZEN    | ZGA     |
| ---------------------- | ------ | ------- | ------- | ------ | ------- | ------ | ------ | ------ | ------ | ------ | ------ | ------- | ------ | ------- |
| Astana                 | —      | 100–83  | 61–86   | 93–85  | 105–78  | 67–76  | 83–93  | 83–89  | 79–71  | 101–71 | 79–83  | 90–77   | 93–91  | 84–70   |
| Avtodor Saratov        | 64–88  | —       | 110–116 | 106–91 | 112–109 | 92–100 | 95–102 | 85–91  | 93–76  | 95–99  | 95–111 | 83–85   | 95–94  | 112–106 |
| CSKA Moscow            | 91–72  | 110–76  | —       | 101–71 | 102–75  | 75–65  | 70–57  | 84–78  | 108–84 | 119–88 | 73–83  | 92–66   | 83–73  | 102–78  |
| Enisey                 | 93–84  | 88–84   | 66–91   | —      | 80–88   | 67–99  | 86–93  | 92–88  | 83–78  | 80–68  | 78–99  | 75–67   | 85–87  | 109–81  |
| Kalev/Cramo            | 102–74 | 102–113 | 80–85   | 109–91 | —       | 85–96  | 81–76  | 94–84  | 93–82  | 108–83 | 95–107 | 75–85   | 96–80  | 80–77   |
| Khimki                 | 93–80  | 85–77   | 73–72   | 86–94  | 80–73   | —      | 82–84  | 80–93  | 97–63  | 70–50  | 78–65  | 75–51   | 90–67  | 100–80  |
| Lokomotiv Kuban        | 71–90  | 95–91   | 76–93   | 79–67  | 80–85   | 83–87  | —      | 78–71  | 93–75  | 80–69  | 77–84  | 92–63   | 96–64  | 73–41   |
| Nizhny Novgorod        | 85–78  | 75–98   | 89–95   | 79–64  | 68–82   | 93–97  | 75–88  | —      | 100–98 | 77–70  | 91–85  | 93–83   | 85–83  | 101–61  |
| Parma                  | 80–85  | 93–105  | 69–79   | 92–88  | 75–105  | 70–80  | 87–95  | 80–85  | —      | 92–83  | 68–66  | 73–78   | 78–107 | 72–92   |
| Tsmoki Minsk           | 86–93  | 86–93   | 61–101  | 73–95  | 82–95   | 92–108 | 66–97  | 78–87  | 80–68  | —      | 57–99  | 91–84   | 68–79  | 71–88   |
| UNICS                  | 95–98  | 76–63   | 71–68   | 95–92  | 76–74   | 73–58  | 79–75  | 89–64  | 76–82  | 88–69  | —      | 89–74   | 74–72  | 86–66   |
| VEF Rīga               | 71–93  | 89–78   | 80–107  | 68–70  | 82–74   | 67–96  | 75–71  | 65–67  | 76–80  | 70–66  | 52–82  | —       | 77–86  | 83–57   |
| Zenit Saint Petersburg | 103–95 | 103–81  | 93–86   | 116–81 | 100–87  | 86–82  | 78–94  | 103–78 | 84–76  | 84–72  | 74–77  | 101–102 | —      | 83–71   |
| Zielona Góra           | 82–91  | 108–100 | 74–115  | 72–83  | 100–117 | 74–97  | 67–73  | 80–72  | 88–63  | 78–80  | 73–82  | 78–92   | 78–109 | —       |

## Playoffs
|  | Cuartos de final       | Cuartos de final       |             |   | Semifinales | Semifinales |  |  | Finales | Finales |
|  |                        |                        |             |   |             |             |  |  |         |         |
|  |                        |                        |             |   |             |             |  |  |         |         |
|  |                        |                        |             |   |             |             |  |  |         |         |
|  | CSKA Moscow            | 3                      |             |   |             |             |  |  |         |         |
|  | CSKA Moscow            | 3                      |             |   |             |             |  |  |         |         |
|  | Nizhny Novgorod        | 0                      |             |   |             |             |  |  |         |         |
|  | Nizhny Novgorod        | 0                      | CSKA Moscow | 3 |             |             |  |  |         |         |
|  |                        |                        | CSKA Moscow | 3 |             |             |  |  |         |         |
|  |                        | Zenit Saint Petersburg | 0           |   |             |             |  |  |         |         |
|  | Lokomotiv Kuban        | Zenit Saint Petersburg | 0           | 1 |             |             |  |  |         |         |
|  | Lokomotiv Kuban        |                        |             | 1 |             |             |  |  |         |         |
|  | Zenit Saint Petersburg | 3                      |             |   |             |             |  |  |         |         |
|  | Zenit Saint Petersburg | 3                      | CSKA Moscow | 3 |             |             |  |  |         |         |
|  |                        |                        | CSKA Moscow | 3 |             |             |  |  |         |         |
|  |                        | Khimki                 | 0           |   |             |             |  |  |         |         |
|  | UNICS                  | Khimki                 | 0           | 3 |             |             |  |  |         |         |
|  | UNICS                  |                        |             | 3 |             |             |  |  |         |         |
|  | Kalev/Cramo            | 0                      |             |   |             |             |  |  |         |         |
|  | Kalev/Cramo            | 0                      | UNICS       | 1 |             |             |  |  |         |         |
|  |                        |                        | UNICS       | 1 |             |             |  |  |         |         |
|  |                        | Khimki                 | 3           |   |             |             |  |  |         |         |
|  | Khimki                 | Khimki                 | 3           | 3 |             |             |  |  |         |         |
|  | Khimki                 |                        |             | 3 |             |             |  |  |         |         |
|  | Astana                 | 0                      |             |   |             |             |  |  |         |         |
|  | Astana                 | 0                      |             |   |             |             |  |  |         |         |

### Cuartos de final
| Equipo 1        | Series | Equipo 2               | 1.er partido | 2.º partido | 3.er partido | 4.º partido | 5.º partido |
| --------------- | ------ | ---------------------- | ------------ | ----------- | ------------ | ----------- | ----------- |
| CSKA Moscow     | 3–0    | Nizhny Novgorod        | 87–50        | 86–66       | 80–72        | 0           | 0           |
| UNICS           | 3–0    | Kalev/Cramo            | 92–82        | 108–84      | 96–84        | 0           | 0           |
| Khimki          | 3–0    | Astana                 | 82–59        | 94–64       | 88–81        | 0           | 0           |
| Lokomotiv Kuban | 1–3    | Zenit Saint Petersburg | 69–78        | 70–69       | 78–94        | 85–87       | 0           |

### Semifinales
| Equipo 1    | Series | Equipo 2               | 1.er partido | 2.º partido | 3.er partido | 4.º partido | 5.º partido |
| ----------- | ------ | ---------------------- | ------------ | ----------- | ------------ | ----------- | ----------- |
| CSKA Moscow | 3–0    | Zenit Saint Petersburg | 98–82        | 83–81       | 69–68        | 0           | 0           |
| UNICS       | 1–3    | Khimki                 | 96–91        | 98–103      | 64–91        | 91–92       | 0           |

### Finales
| Equipo 1    | Series | Equipo 2 | 1.er partido | 2.º partido | 3.er partido | 4.º partido | 5.º partido |
| ----------- | ------ | -------- | ------------ | ----------- | ------------ | ----------- | ----------- |
| CSKA Moscow | 3-0    | Khimki   | 106–85       | 103-92      | 80-62        | 0           | 0           |

## Galardones

### MVP del mes
| Mes       | Jugador          | Equipo                 | Ref.  |
| 2018      | 2018             | 2018                   | 2018  |
| --------- | ---------------- | ---------------------- | ----- |
| Octubre   | Alexey Shved     | Khimki                 | [ 2 ] |
| Noviembre | Nando de Colo    | CSKA Moscú             | [ 3 ] |
| Diciembre | Anthony Clemmons | Astana                 | [ 4 ] |
| 2019      |                  |                        |       |
| Enero     | Jalen Reynolds   | Zenit Saint Petersburg | [ 5 ] |
| Febrero   | Pierriá Henry    | UNICS                  | [ 6 ] |
| Marzo     | Alexey Shved (2) | Khimki                 | [ 7 ] |
| Abril     | Arnett Moultrie  | Kalev/Cramo            | [ 8 ] |
| Mayo      |                  |                        |       |

## Estadísticas
Hasta el final de la competición.
| Rank | Nombre          | Equipo                   | PPP  |
| ---- | --------------- | ------------------------ | ---- |
| 1.   | Alekséi Shved   | Khimki BC                | 23.9 |
| 2.   | Arnett Moultrie | BC Kalev/Cramo           | 19.4 |
| 3.   | Trae Golden     | Avtodor Saratov          | 18.5 |
| 4.   | Jalen Reynolds  | Zenit de San Petersburgo | 16.6 |
| 4.   | Perrin Buford   | Avtodor Saratov          | 16.6 |

| Rank | Nombre         | Equipo             | APP |
| ---- | -------------- | ------------------ | --- |
| 1.   | Trae Golden    | Avtodor Saratov    | 8.3 |
| 2.   | Ken Brown      | Parma Basket       | 6.9 |
| 3.   | Kendrick Perry | BC Nizhny Novgorod | 6.8 |
| 4.   | Alexey Shved   | Khimki BC          | 6.8 |
| 5.   | Jabril Durham  | VEF Riga           | 6.6 |

| Rank | Nombre          | Equipo                   | RPP |
| ---- | --------------- | ------------------------ | --- |
| 1.   | David Kravish   | Avtodor Saratov          | 7.9 |
| 2.   | Jalen Reynolds  | Zenit de San Petersburgo | 7.9 |
| 3.   | Rashard Kelly   | Parma Basket             | 7.6 |
| 4.   | Kenneth Horton  | B.C. Astana              | 7.4 |
| 5.   | Arnett Moultrie | BC Kalev/Cramo           | 7.2 |

| Rank | Nombre           | Equipo              | TPP |
| ---- | ---------------- | ------------------- | --- |
| 1.   | Reggie Lynch     | BC Kalev/Cramo      | 1.9 |
| 2.   | Andrejs Grazulis | VEF Rīga            | 1.7 |
| 3.   | Jordan Mickey    | Khimki BC           | 1.6 |
| 4.   | Moustapha Fall   | PBC Lokomotiv Kuban | 1.3 |
| 5.   | Artem Zabelin    | Avtodor Saratov     | 1.0 |